# Макаров Юрій Іванович
Юрій Іванович Макаров (7 вересня 1934, Кременчук, Полтавська область — 2 червня 2002, Миколаївська область) — один із організаторів суднобудівної галузі СРСР, директор Чорноморского суднобудівного заводу.
Ю. І. Макарову були надані 5 авторських свідоцтв Державним комітетом у справах винаходів і відкриттів СРСР.

## Біографія
У 1958 році закінчив Національний університет кораблебудування, після чого працював на Чорноморському суднобудівному заводі.
У 1963 році став майстром спорту СРСР з вітрильного спорту.
У 1979 році обраний на посаду генерального директора ЧСЗ за рекомендацією попереднього директора — Анатолія Борисовича Ганькевича, який вже йшов на пенсію.
Під керівництвом Ю. І. Макарова побудовано понад 500 пасажирських, рибопромислових, науково-дослідних суден, військових кораблів. Серед яких — авіаносець «Мінськ» (1978), «Новоросійськ» (1982), «Баку» (1987), «Адмірал Кузнецов» (1990), риболовецькі траулери типу «Маяковський» та «Пулковський Меридіан».
Серед унікальних суднобудівних шедеврів часів Юрія Макарова — науково-дослідне судно «Академік Сергій Корольов», який встановив найбільшу кількість рекордів, у тому числі за рівнем забезпечення оперативного управління космічними апаратами, за межами зони радіовидимості наземного автоматизованого комплексу управління, якістю проведення дослідження верхніх шарів атмосфери і космосу. Завдяки цьому судну вдалося всебічно вивчити інфраструктуру сумнозвісного лайнера «Титанік».
Також на рахунку Юрія Івановича перший військовий корабель незалежної України — «Славутич».
3 грудня 1992 року обраний академіком Академії інженерних наук України.
Юрій Макаров неодноразово обирався депутатом Миколаївська обласна рада, був членом облвиконкому (1979—1994), а також постійної депутатської комісії з питань промисловості, транспорту і зв'язку. З його ініціативи у квітні 1990 року в облраді утворили постійну комісію з економічної реформи, куди увійшли відомі у країні керівники підприємств: Віктор Романов, Володимир Бухнач, Володимир Ратуш, Олександр Єшкелєв.
Серед заслуг Юрія Макарова — будівництво мікрорайону Намив (Миколаїв) і розбудову Лісків, поява Інгульський міст і дитяче містечко "Казка", реставрація Миколаївський музей суднобудування і флоту, пологового будинку № 3, житло для ліквідаторів наслідків на ЧАЕС і бази відпочинку, ФОКи і будинки культури, яхт-клуб у Щербанях і Палац культури у Парутиному.

## Нагороди
- Орден «За заслуги» III ступеня (7 вересня 1994 року) — за заслуги в розвитку вітчизняного суднобудування.
- Орден Жовтневої Революції.
- Орден Трудового Червоного Прапора.
- Почесний громадянин Миколаєва
- Значок «Відмінник народної освіти УРСР» (30 березня 1982 року)
- Почесний знак Центральної ради Всесоюзного НТТ суднобудівників ім. академіка Крилова «Найкращому активісту науково-технічного товариства»(1979 рік).
- Почесна медаль Радянського фонду захисту миру (22 лютого 1989 року).
- Премія радянських профспілок «За активну участь у комплексному вирішенні питань соціального розвитку» (1989).
- Велика та мала золоті і три срібні медалі Всеросійський виставковий центр СРСР за досягнуті успіхи у розвитку народного господарства СРСР.
- Медаль імені Юрія Гагаріна «За активне сприяння у розвитку експериментальної бази Центру підготовки космонавтів імені Ю. А. Гагарина»
- Диплом підписаний начальником Центру підготовки космонавтів Г. Т. Береговим
- Перший Золотий знак Союзу промисловців і підприємців України.
- Почесна грамота Президії Верховної Ради УРСР.
- Ювілейна медаль імені академіка В. М. Челомея «За участь в космічних програмах».

## Увічнення пам'яті
- 22 лютого 2002 — Рішенням сесії міськради сквер на Намиві названий на честь Ю. І. Макарова, як засновника цього мікрорайону.[1]
- Рішенням управління з фізичної культури, спорту і туризму облдержадміністрації засновано перехідний кубок з вітрильного спорту пам'яті Ю. І. Макарова.
- Балкер «Юрій Макаров», побудований на заводі «Дамен Шіпярдс Океан».